# ICOR
Међународна координација револуционарних партија и организација (енгл. The International Coordination of Revolutionary Parties and Organizations (ICOR)) је удружење више од 40 самосталних, независних и самофинансирајућих комунистичких партија и организација. Састав је разнолик, чак и поред разлика у програмима и статуту партија и организација. Основана је 6. октобра 2010. године. 

## Циљеви
Циљ организације је рушење “светског система империјализма” у “свеопштој глобалној револуцији” и успостављање “диктатуре пролетеријата”. Отворена је за све организације са сличним циљевима. 
У свом раду, уружење се базира на претпоставци да је социјализам у СССР-у нестао 1956. године и да је држава изнутра претворена у капиталистички систем од стране “нове класе бирократа” која је постепено преузела власт. 

## Превазилажење поделa
Уједињени унутар удружења су разне организације, различитих величина и састава, као и различитих идеологија и политичких принципа. Успостављањем овакве коалиције комунистичких партија са различитим програмима, представља напредак у превазилажењу подела међу Марксистима-лењинистима и осталим револуционарним покретима. 
Удружење сматра да успостављање здружене идеолошких и политичких праваца дуг процес, и да је потребно заједничко искуство у пракси “сарадња на неким основим питањима пре свега да би се дошло до сарадње на решавању битних питања. 
Хетерогеност организације има своје корене у фрагментацији и подели Марксиста-лењиниста и радничког покрета свуда у свету још од 20-ог Конгреса Комунистичке партије Совјетског Савеза 1956. године и то у врло различитим социјалним условима у свакој од држава.

## Организације чланице
Следеће организације и партије су чланице удружења:
| континент       | држава                                                                                     | назив организације                                                         | превод назива                                                         | чланица од |
| --------------- | ------------------------------------------------------------------------------------------ | -------------------------------------------------------------------------- | --------------------------------------------------------------------- | ---------- |
| Африка          |                                                                                            |                                                                            |                                                                       |            |
| Конго           | Organisation Révolutionnaire du Congo, ORC                                                 | Револуционарна Организација Конга                                          | 2010                                                                  |            |
| Мароко          | Мароканса Марксистичко-Лењинистичка Пролетерска Линија, MMLPL                              |                                                                            | 2010                                                                  |            |
| Јужна Африка    | Комунистичка Партија Јужне Африке (Марксисти-Лењинисти), CPSA(ML)                          |                                                                            | 2010                                                                  |            |
| Азија           |                                                                                            |                                                                            |                                                                       |            |
| Авганистан      | Марксистичко-Лењинистичка Организација Авганистана, MLOA                                   |                                                                            | 2010                                                                  |            |
| Бангладеш       | Комунистичка Партија Бангладеша, CPB                                                       |                                                                            | 2010                                                                  |            |
| Индија          | Комунистичка Партија (Марксисти-Лењинисти), CPI (ML)                                       |                                                                            | 2010                                                                  |            |
| Индија          | Provisional Central Committee Communist Party of India (Марксисти-Лењинисти), PCC CPI (ML) | Привремени Централни Комитет Комунистичке Партије Индије                   | 2010                                                                  |            |
| Индонезија      | Револуционари Индонезије, INDOREV                                                          |                                                                            | 2010                                                                  |            |
| Иран            | Hezb-e Ranjbaran Iran, Ranjbaran                                                           | Радничка Партија Ирана                                                     | 2010                                                                  |            |
| Непал           | Комунистичка Партија Непала (Масал), NCP (Mashal)                                          |                                                                            | 2010                                                                  |            |
| Непал           | Комунистичка Партија Непала (Уједињена), CPN (Unified)                                     |                                                                            | 2013                                                                  |            |
| Пакистан        | Свепакистански Савез Синдиката, APTUF                                                      |                                                                            | 2010                                                                  |            |
| Пакистан        | Организација радних жена, WWO                                                              |                                                                            | 2010                                                                  |            |
| Европа          | Белорусија                                                                                 | Gruppa Kommunistov-Revoliutsionerov »Krasny Klin«, Белорусија              | Група Револуционарних Комуниста „Црвени клин“, Белорусија             | 2010       |
| Европа          | Бугарска                                                                                   | Balgarska Komunisticheska Partiya, BKP                                     | Комунистичка Партија Бугарске                                         | 2012       |
| Европа          | Бугарска                                                                                   | Balgarska Rabоtnicheska Partiya (komunisty), BRP(k)                        | Радничка Партија Бугарске (комунисти)                                 | 2010       |
| Европа          | Бугарска                                                                                   | Dvizheniye za Saprotiva »23 Septemvri« Balgariya                           | Покрет отпора „23. Септембар“ Бугарска                                | 2010       |
| Европа          | Чешка Република                                                                            | Komunistická Strana Československa – Československá Strana Práce, KSC-CSSP | Комунистичка Партија Чекословачке – Чекословачка Радничка Партија     | 2010       |
| Европа          | Чешка Република                                                                            | Svaz Mladých Komunistů Československa, SMKC                                | Савез Младих Комуниста Чекословачке                                   | 2010       |
| Европа          | Немачка                                                                                    | Marxistisch-Leninistische Partei Deutschlands, MLPD                        | Марксистичко-Лењинистичка Партија Немачке                             | 2010       |
| Европа          | Greece                                                                                     | Kommounistikí Orgánosi Elládas, KOE                                        | Комунистичка Организација Грчке                                       | 2010       |
| Европа          | Луксембург                                                                                 | Kommunistische Organisation Luxemburgs, KOL                                | Комунистичка Организација Луксембурга                                 | 2010       |
| Европа          | Холандија                                                                                  | Groep van Marxisten-Leninisten/Rode Morgen, GML/Rode Morgen                | Група Марксиста-Лењиниста/Црвена Зора                                 | 2010       |
| Европа          | Русија                                                                                     | Marksistsko-Leninskaya Platforma, MLP                                      | Марксистичко-Лењинистичка Платформа                                   | 2010       |
| Европа          | Русија                                                                                     | Rossiyskaya Maoistskaya Partiya, RMP                                       | Руска Маоистичка Партија                                              | 2012       |
| Европа          | Србија                                                                                     | Партија рада, ПР                                                           |                                                                       | 2010       |
| Европа          | Словачка                                                                                   | Spolocnost Vedeckého Komunizmu, SVK                                        | Друштво Научног                                                       | 2010       |
| Европа          | Шпанија                                                                                    | Reconstrucción Comunista, RC                                               | Комунистичка Реконструкција                                           | 2013       |
| Европа          | Швајцарска                                                                                 | Marxistisch-Leninistische Gruppe Schweiz, MLGS                             | Марксистичко-Лењинистичка Група Швајцарске                            | 2010       |
| Европа          | Турска                                                                                     | Bolşevik Parti (Kuzey Kürdistan-Türkiye), BP(NK-T)                         | Бољшевичка Партија Северног Курдистана/Турска                         | 2010       |
| Европа          | Турска                                                                                     | Marksist Leninist Komünist Parti Türkiye/Kuzey Kürdistan, MLKP             | Марксиситчко-Лењинистичка Комунистичка Партија/Северни Курдистан      | 2010       |
| Европа          | Турска                                                                                     | Türkiye İhtilalci Komünistler Birliği, TİKB                                | Унија Револуционарних Комуниста Турске                                | 2010       |
| Европа          | Украјина                                                                                   | Koordinatsiyonniy Soviet Rabochevo Dvizheniya, Ukraina, KSRD               | Координациони Одбор Радничког Покрета, Украјина                       | 2010       |
| Јужна Америка   | Боливија                                                                                   | Partido Comunista Marxista Leninista Maoista de Bolivia, PCMLM             | Комунистичка Партија (Маркстистичко-Лењинистичка-Маоистичка) Боливије | 2010       |
| Јужна Америка   | Чиле                                                                                       | Partido Comunista Chileno (Acción Proletaria), PC(AP)                      | Чилеанска Комунистичка Партија (Пролетерска Акција)                   | 2010       |
| Јужна Америка   | Колумбија                                                                                  | Partido Revolucionario de los Trabajadores de Colombia, PRTC               | Револуционарна Радничка Партија Колумбије                             | 2010       |
| Јужна Америка   | Колумбија                                                                                  | Partido Comunista de Colombia – maoista, PCC-m                             | Колумбијска Комунистичка Партија - маоисти                            | 2011       |
| Јужна Америка   | Доминиканска Република                                                                     | Partido Comunista (Marxista Leninista), PC(ML)                             | Комунистичка Партија (Маркисти-Лењинисти)                             | 2010       |
| Јужна Америка   | Хаити                                                                                      | Nouveau Parti Communiste Haïtien (Marxiste Léniniste), NPCH(ML)            | Нова Комунистичка Партија Хаитија (Маркисти-Лењинисти)                | 2010       |
| Јужна Америка   | Панама                                                                                     | Partido Comunista (Marxista-Leninista) de Panamá, PC(ML)                   | Комунистичка Партија (Маркисти-Лењинисти) Панаме                      | 2010       |
| Јужна Америка   | Парагвај                                                                                   | Partido Comunista Paraguayo (independiente), PCP(İ)                        | Комунистичка Партија Парагваја (независна)                            | 2010       |
| Јужна Америка   | Перу                                                                                       | Partido Marxista Leninista del Peru, PML del Peru                          | Марксиситчка-Лењинистичка Партија Перуа                               | 2010       |
| Јужна Америка   | Перу                                                                                       | Partido Proletario del Peru, PPP                                           | Пролетерска Партија Перуа                                             | 2010       |
| Јужна Америка   | Венецуела                                                                                  | Corriente Comunista del Partido Socialista Unido de Venezuela, CC del PSUV | Тренутни Комунисти Уједињене Социјалистичке Партије Венецуеле         | 2011       |
| Северна Америка | САД                                                                                        | Revolutionary Organization of Labor ( “Ray O. Light”), ROL                 | Револуционарна Радничка Организација                                  | 2010       |